# COINTELPRO
COINTELPRO (КОИНТЕЛПРО, Counter Intelligence Program, «контрразведывательная программа») — секретная, зачастую незаконная программа Федерального бюро расследований (ФБР) по подавлению деятельности ряда политических и общественных организаций США.

## История
Контрразведывательная программа официально действовала в 1956—1976 годах. В рамках программы сотрудники ФБР прослушивали телефонные переговоры, осуществляли различные провокации, совместно с полицией проводили незаконные аресты, распространяли дезинформацию.
Первоначально программа была направлена на Коммунистическую партию США, однако впоследствии её действие распространилось на другие политические организации левого толка: сторонников Мартина Лютера Кинга и Джесси Джексона из движения за гражданские права, антивоенное движение, студенческое движение (Студенты за демократическое общество), троцкистскую Социалистическую рабочую партию, «Новых левых», прочие социалистические и анархистские группы. Другим направлением воздействия были националистические организации — причём основное внимание в их числе уделялось не белым расистам (Ку-клукс-клан, Американская нацистская партия и прочие), а афроамериканским («Нация ислама», сепаратисты чёрного Юга и «Чёрные пантеры»). Среди лиц, за которыми ФБР установило наблюдение ещё до запуска COINTELPRO или непосредственно в его рамках, были Альберт Эйнштейн, Эрнест Хемингуэй и Джин Сиберг.
В марте 1971 года группа антивоенных активистов проникла в офис ФБР в штате Пенсильвания, похитив из него несколько досье, копии которого были разосланы агентствам новостей. Директор ФБР Эдгар Гувер был вынужден объявить о прекращении действия программы. Против ФБР было возбуждено несколько исков, в результате которых ведомству пришлось рассекретить ещё часть документов. В 1976 году комиссия американского сената под председательством Фрэнка Чёрча признала операции ФБР в рамках программы незаконными.
Среди методов, практиковавшихся ФБР в ходе выполнения программы, были: распространение клеветы, фальшивок, провоцирование конфликтов, стравливание с другими организациями, многочисленные «беспокоящие аресты» членов организации под различными предлогами. Это зачастую приводило к трагическим результатам — например, в 1965 году белый борец за гражданские права афроамериканцев Виола Лиуццо была убита четырьмя куклуксклановцами, один из которых был информатором ФБР. Убитая была мишенью слежки в рамках COINTELPRO, и после её смерти шеф ФБР Эдгар Гувер лично распространял лживую информацию о ней с целью дискредитации жертвы.

## Методы
Адвокат Брайан Глик в своей книге «Война на дому» описал четыре основных метода, использовавшихся в программе COINTELPRO:
- Проникновение: Агенты и информаторы должны были не просто шпионить за политическими активистами. Их главной целью было дискредитировать и сорвать деятельность. Само их присутствие приводило к подрыву доверия и отпугиванию потенциальных сторонников.
- Психологическая война. ФБР применяла огромное количество «грязных уловок» для подрыва деятельности движений. Они подделывали переписку, посылали анонимные письма и совершали анонимные звонки. Они распространяли дезинформацию о встречах и мероприятиях, создавали псевдодвижения, возглавляемые правительственными агентами, манипулировали или применяли силу к родителям, работодателям, арендодателям, администрациям школ и другим, чтобы причинить неприятности активистам. Также они использовали тактику bad-jacketing для того, чтобы вызвать подозрения к выбранным активистам, иногда приводящую к смертельным исходам.[3]
- Юридическое преследование: ФБР и полиция злоупотребляли правовой системой для того, чтобы преследовать диссидентов и представить их как преступников. Должностные лица давали ложные показания и представляли сфабрикованные доказательства в качестве предлога для незаконных арестов и заключений.[4]
- Незаконное применение силы: ФБР вступала в сговор с местными отделениями полиции для обыска домов диссидентов, совершения вандализма, нападений, избиения и убийств.[4][5] Целью было напугать или устранить диссидентов, прекратить работу их движений.

ФБР специально разработала тактики, направленные на повышение враждебности между различными группировками в чёрном воинствующем движении, что привело к ряду смертей.
Также ФБР вступала в сговор с полицейскими отделениями многих городов США (Сан-Диего, Лос-Анджелес, Сан-Франциско, Окленд, Филадельфия, Чикаго), содействуя многократным рейдам на дома партии чёрных пантер, часто не имея достаточных доказательств нарушений федеральных или местных законов, что привело к убийствам полицией многих членов этой организации. Одним из значимых примеров является убийство во время рейда Фреда Хемптона, председателя партии черных пантер, совершенное 4 декабря 1969 года.

## В искусстве
Фильм «1971» рассказывает об участниках событий марта 1971 года.